# 와타나베 슈
와타나베 슈(일본어: 渡部 秀, Shu Watanabe, 1991년 10월 26일 ~ )는 일본의 배우, 가수이다.
유리혼조시에서 태어났다.

## 방송
- 과수연의 여자 18
- 러브 리런
- 과수연의 여자 17
- 진격의 거인 반격의 봉화
- 어서 오세요, 우리 집에

## 영화
- 사랑노래 -약속의 나쿠히토-
- 비밀의 낫짱